# Kodihalli Hosur, Pandavapura
Kodihalli Hosur là một làng thuộc tehsil Pandavapura, huyện Mandya, bang Karnataka, Ấn Độ.